# Vera Thulin
Vera Julia Thulin po mężu Mirsky (ur. 7 czerwca 1893 w Uppsali, zm. 9 kwietnia 1974 w Sztokholmie) – szwedzka pływaczka z początku XX wieku, uczestniczka igrzysk olimpijskich.
Podczas V Letnich Igrzysk Olimpijskich w Sztokholmie w 1912 roku, Thulin wystartowała w dwóch konkurencjach pływackich. Na dystansie 100 metrów stylem dowolnym z czasem 1:44,0 zajęła trzecie miejsce w piątym wyścigu eliminacyjnym i odpadła z dalszej rywalizacji. Thulin wystartowała także na czwartej zmianie szwedzkiej sztafety 4 × 100 m stylem dowolnym. Z nieznanym czasem ekipa Szwedek zajęła czwarte miejsce.
Thulin reprezentowała barwy klubu Stockholms KK. Jej siostra, Willy Thulin, także była olimpijką.